# Руси у Кини
Руси у Кини (кин: 俄罗斯族) једна су од 56 етничких група које је званично признала Народна Република Кина, према етничкој класификацији која се примењује у целој земљи. Руси су се у Кини настанили у 17. веку, а већина њих који данас живе тамо имају држављанство Народне Републике Кине, а не руско.
Тренутно има више од 15.000 етничких Руса у Кини који имају држављанство те земље. Међутим, најмање 70.000 људи из Русије борави у Кини, а руске је или друге националности.

## Историја

### Имигранти у Манџурији и Пекингу
Током 17. века, Руско царство је покренуло неколико војних акција против династије Ђинг. Године 1644. група руске војске поражена је војском династије Ђинг, а део заробљеника био је убачен у војску ове династије. Током битке код Јагсија, готово 100 Руса предали су се властима династије Ђинг, а император Кангки им је одобрио да се придруже граничној војсци династије Ђинг. Њихови потомци постоје до данас и познати су као Албазинци. Од 1860. до 1884. године, доста Руса дошло је у кинески регион Хулун-Буир, због потраге за златом, док су 1900. године руске трупе ушле су у Кину, убивши неколико граничара. До 1907. године већ је било 1.000 домаћинстава руских насељеника у кинеском граду Ергун.

### Јирјаци
Најранији руски имигранти који су дошли у Синкјанг били су Јирјаци, који су прогоњени из Русије. Јирјаци су послали четири гласника да преговарају са казахстанским начелником Кали Усманом и добили су дозволу да се сместе у Буркину. После неколико година су настанили нека насеља у Канасу, Таченгу и граду. Или. Године 1861. око 160 Јирјака се настанило у подручје око Лоп Нура.
Готово сви Јирјаци су били побожни хришћани и ретко су комуницирали са другим народима. Према попису из 1943. године, у Булкину и Каби је било 1.200 Јирјака. Многи су се преселили у Аустралију након оснивања Народне Републике Кине.

### Миграције током периода октобарске револуције
Када је Бела армија поражена у рату против бољшевика, многи Козаци и избеглице су побегли у Синкјанг под вођством генерала Иванова. Део њих се касније придружио Хохот војницима регрутованим од стране владе Синкјанга.

### Миграција пре Другог светског рата
У периоду од 1931. до 1938. године, многи становници Совјетског Савеза су се преселили у Кину. Више од 20.000 Руса ушло је у Кину преко Синкјанга. И након 1941. године многе избеглице су избегле у Синкјанг.

## Броја Руса у Кини
Број Руса у Кини, према подацима пописа целог станивништва у земљи
- 1953 — 22.650.[6]
- 1964 — 16.400[6]
- 1982 — 29.100[6]
- 1990 — 13.500[6]
- 2000 — 15.600[6]
- 2010 — 15.390[6]

Ипак, прецизно тачан број људи руског порекла у Кини се не може тачно утврдити.